# Vratsa

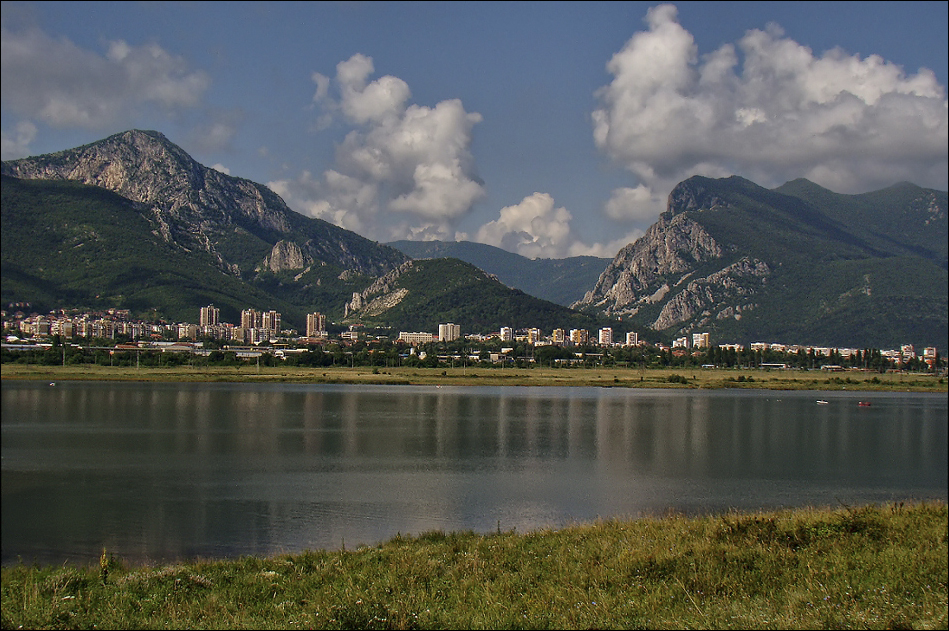
Vratsa

Vratsa (en búlgar Враца, de vegades transliterat Vraca) és una ciutat del nord-oest de Bulgària, situada al peu de la serralada dels Balcans, a 344 m d'altitud. És la capital administrativa de la província homònima.
A 116 km de la capital, Sofia, Vratsa és una de les ciutats més pintoresques de Bulgària, travessada pel riu Leva, amb les roques de la muntanya Vratxanski Balkan que semblen suspeses sobre les teulades de les cases.
Té una població de 66.916 habitants (2010). El municipi té una extensió de 212 km².
És un centre comercial i artesanal i un nus de comunicacions ferroviàries. Disposa d'indústria tèxtil, metal·lúrgica, química i ceràmica.
D'origen traci, fou anomenada Valve en temps dels romans. Va ser un important centre administratiu i militar durant l'època d'ocupació otomana (segles xv-xix).